# Brachyglottis traversii
Brachyglottis traversii là một loài thực vật có hoa trong họ Cúc. Loài này được (F.Muell.) B.Nord. mô tả khoa học đầu tiên năm 1978.